# Corbió
Corbió (en llatí: Corbio en grec antic: Κορβιών) va ser una antiga ciutat del Latium, al nord-est de les muntanyes Albanes. La ciutat va tenir un paper destacat a les guerres entre els romans i els eques durant els primers temps de la República Romana.
Formava part de la Lliga Llatina segons es desprèn de la llista que dona Dionís d'Halicarnàs, que anomena Κορβίντες ('Corbites') els seus habitants. Diu també que era una fortalesa en mans dels romans que havien arrabassat als llatins, però després la van ocupar els eques. En temps de Coriolà, al començament de la guerra amb Roma, els romans se'n van apoderar, però va tornar als eques, que van seguir conquerint les ciutats llatines més properes. El dictador romà Cincinnat la va ocupar després de la seva victòria a la batalla del Mont Algidus l'any 458 aC, per tornar als eques l'any següent, recuperant-la el cònsol Gai Horaci Pulvil que la va destruir. L'any 446 aC el cònsol Titus Quinti Capitolí Barbat va obtenir una nova victòria sobre els eques i els volscs prop d'aquesta ciutat, encara que això no significa que s'hagués reconstruït. No se'n torna a parlar ni el seu nom apareix a les descripcions dels geògrafs. Durant l'Imperi s'hi va construir una vil·la algun romà ric.
Durant l'edat mitjana va existir al seu lloc la fortalesa de Rocca Priore a uns 5 km de Tusculum.